# جو فروست
جو فروست (بالإنجليزية: Jo Frost)‏ هي منتجة أفلام بريطانية، ولدت في 27 يونيو 1970 في لندن في المملكة المتحدة.

## وصلات خارجية
- الموقع الرسمي
- جو فروست على موقع IMDb (الإنجليزية)
- جو فروست على موقع إن إن دي بي (الإنجليزية)
- جو فروست على موقع قاعدة بيانات الفيلم (الإنجليزية)